# Dmitrij Grigorjevič Pavlov
Dmitrij Grigorjevič Pavlov (rusky Дми́трий Григо́рьевич Па́влов; 23. říjnajul./ 4. listopadu 1897greg. – 22. července 1941) byl sovětský generál, který během počáteční invaze do Sovětského svazu v červnu 1941 (operace Barbarossa) velel sovětskému Západnímu frontu. Poté, co jeho síly během několika prvních dnů kampaně utrpěly těžké porážky, byl odvolán z velení, zatčen, obviněn z neschopnosti a popraven. V roce 1956 byl rehabilitován.

## Vojenská kariéra
Pocházel z rolnické rodiny. Vojenskou dráhu zahájil jako dobrovolník v první světové válce, zakrátko byl povýšen na poddůstojníka. Účastnil se ruské občanské války, španělské občanské války, sovětsko-japonských pohraničních konfliktů i zimní války.
V Rudé armádě sloužil od roku 1919, velel nejdříve útvarům jezdectva, později mechanizovaného vojska. V roce 1928 vystudoval Frunzeho vojenskou akademii a před válkou působil ve funkci náčelníka obrněných a tankových vojsk Rudé armády. Zasazoval se o předání tehdy převažujících lehkých tanků pěchotě a vytvoření velkých tankových svazků z moderních typů tanků. Výrazně se zasloužil o uvedení legendárního tanku T-34 do výroby.
Jako jeden z prvních generálů Rudé armády byl 22. února 1941 povýšen do druhé nejvyšší sovětské vojenské hodnosti armádního generála.

### Velká vlastenecká válka
D. G. Pavlov byl ale také prvním generálem Rudé armády, který byl po vypuknutí války zbaven velení. Krátce po německém útoku na Sovětský svaz, který jemu podřízená vojska zastihl zcela nepřipravena, ztratil jako velitel Západního frontu kontrolu nad situací. Několik dní byl nezvěstný, odjel k vojskům, aniž informoval generální štáb vrchního velení, jaká je na jeho úseku fronty situace a kde se sám nachází.

Na základě Stalinova rozkazu byl maršálem Žukovem (v té době náčelníkem generálního štábu) dne 30. června 1941 povolán do Moskvy. Po příjezdu do Moskvy následujícího dne byl Pavlov zbaven funkce velitele Západního frontu. 16. července byl výnosem Státního výboru obrany spolu s generály Klimovskichem, Grigorjevem, Korobkovem, Kosobuckým, Selichovem, Galaktionovem a plukovními komisaři Kuročkinem a Jelisejevem postaven před vojenský tribunál, odsouzen a 22. července popraven zastřelením.
„Vyšetřováním bylo zjištěno, že obžalovaní Pavlov a Klimovskich ve funkcích – první: velitele vojsk Západního frontu a druhý: náčelníka štábu téhož frontu, v období začátku bojové činnosti německých vojsk proti SSSR projevili zbabělost, nečinnost, neuspořádanost, dopustili rozklad řízení vojsk, zanechávání výzbroje nepříteli bez boje a svévolné opouštění bojových pozic útvary Rudé armády, čímž dezorganizovali obranu země a darovali nepříteli možnost prolomit frontu Rudé armády.“
Dne 31. července 1957 byl na základě osobní intervence Nikity Sergejeviče Chruščova vojenským kolegiem nejvyššího soudu Sovětského svazu Dmitrij Grigorjevič Pavlov rehabilitován a 25. listopadu 1965 mu byl vrácen titul Hrdiny Sovětského svazu a ostatní vyznamenání.